# Campeonato Europeu de Atletismo em Pista Coberta de 2011 - Arremesso de peso masculino
A prova do arremesso de peso masculino do Campeonato Europeu de Atletismo em Pista Coberta de 2011 foi disputada no dia 4 de março de 2011 na AccorHotels Arena em Paris, França.

## Recordes
Antes desta competição, os recordes mundiais e do campeonato nesta prova eram os seguintes:
|                       | Nome           | Nacionalidade     | Distância | Local       | Data                    |
| --------------------- | -------------- | ----------------- | --------- | ----------- | ----------------------- |
| Recorde mundial       | Randy Barnes   | Estados Unidos    | 22m 66cm  | Los Angeles | 20 de janeiro de 1989   |
| Recorde do campeonato | Ulf Timmermann | Alemanha Oriental | 22m 19cm  | Liévin      | 21 de fevereiro de 1987 |
| Recorde europeu       | Ulf Timmermann | Alemanha Oriental | 22m 55cm  | Senftenberg | 11 de fevereiro de 1989 |

## Medalhistas
| Ouro               | Prata             | Bronze               |
| Ralf Bartels (DEU) | David Storl (DEU) | Maksim Sidorov (RUS) |

## Resultados

### Qualificação
Qualificação: 20,10m  (Q) ou os 8 melhores qualificados (q).  
| Posição. | Atleta                    | Nacionalidade        | 1ª prova | 2ª prova | 3ª prova | Resultados | Notas           |
| -------- | ------------------------- | -------------------- | -------- | -------- | -------- | ---------- | --------------- |
| 1        | Gaëtan Bucki              | França               | 20,39 m  |          |          | 20,39 m    | Q,              |
| 2        | Marco Fortes              | Portugal             | 19,98 m  | 19,37 m  | 20,34 m  | 20,34 m    | Q,              |
| 3        | Ralf Bartels              | Alemanha             | 20,33 m  |          |          | 20,33 m    | Q               |
| 4        | Maksim Sidorov            | Rússia               | 20,19 m  |          |          | 20,19 m    | Q               |
| 5        | Nedžad Mulabegović        | Croácia              | 19,80 m  | 19,80 m  | 20,05 m  | 20,05 m    | q,              |
| 6        | David Storl               | Alemanha             | x        | 20,01 m  | x        | 20,01 m    | q               |
| 7        | Marco Schmidt             | Alemanha             | 19,93 m  | x        | x        | 19,93 m    | q               |
| 8        | Ivan Juškov               | Rússia               | 19,75 m  | 19,68 m  | x        | 19,75 m    | q               |
| 9        | Hamza Alić                | Bósnia e Herzegovina | 19,51 m  | 19,60 m  | x        | 19,60 m    |                 |
| 10       | Andriy Semenov            | Ucrânia              | x        | 19,47 m  | x        | 19,47 m    |                 |
| 11       | Borja Vivas               | Espanha              | 18,61 m  | 19,40 m  | x        | 19,40 m    |                 |
| 12       | Māris Urtans              | Letônia              | 19,32    | 19,23    | x        | 19,32      |                 |
| 13       | Valerij Kokoev            | Rússia               | 19,32 m  | x        | x        | 19,32 m    |                 |
| 14       | Niklas Arrhenius          | Suécia               | 17,28 m  | 19,01 m  | 19,21 m  | 19,21 m    |                 |
| 15       | Kim Christensen           | Dinamarca            | 17,85 m  | 19,16 m  | 18,19 m  | 19,16 m    |                 |
| 16       | Nick Petersen             | Dinamarca            | 19,00 m  | x        | x        | 19,00 m    | Recorde pessoal |
| 17       | Miroslav Vodovnik         | Eslovênia            | 18,37 m  | 18,76 m  | 18,53 m  | 18,76 m    |                 |
| 18       | Lajos Kürthy              | Hungria              | 18,75 m  | x        | x        | 18,75 m    |                 |
| 19       | Manuel Martínez           | Espanha              | 18,62 m  | x        | x        | 18,62 m    |                 |
| 20       | Ódinn Björn Thorsteinsson | Islândia             | 17,03 m  | 17,31 m  | x        | 17,31 m    |                 |
| 21       | Benik Abramyan            | Geórgia              | x        | x        | 17,20 m  | 17,20 m    |                 |
| –        | Georgi Ivanov             | Bulgária             | x        | x        | x        | NM         |                 |
| –        | Asmir Kolašinac           | Sérvia               | x        | x        | x        | NM         |                 |

### Final
A final foi realizada às 17:30 no dia 4 de março de 2011.  
| Posição.          | Atleta             | Nacionalidade | 1ª prova | 2ª prova | 3ª prova | 4ª prova | 5ª prova | 6ª prova | Resultados | Notas                |
| ----------------- | ------------------ | ------------- | -------- | -------- | -------- | -------- | -------- | -------- | ---------- | -------------------- |
| Medalha de ouro   | Ralf Bartels       | Alemanha      | 19,74 m  | 20,80 m  | 20,79 m  | 21,16 m  | x        | 21,09 m  | 21,16 m    | Recorde da temporada |
| Medalha de prata  | David Storl        | Alemanha      | x        | 20,29 m  | 20,75 m  | x        | x        | x        | 20,75 m    | Recorde da temporada |
| Medalha de bronze | Maksim Sidorov     | Rússia        | 20,46 m  | 20,55 m  | x        | x        | 20,17 m  | x        | 20,55 m    |                      |
| 4                 | Nedžad Mulabegović | Croácia       | x        | x        | x        | 19,63 m  | 20,43 m  | x        | 20,43 m    | Recorde nacional     |
| 5                 | Marco Schmidt      | Alemanha      | x        | 20,29 m  | 19,71 m  | 19,91 m  | x        | 19,62 m  | 20,29 m    |                      |
| 6                 | Ivan Juškov        | Rússia        | x        | 20,04 m  | 20,19 m  | x        | 19,99 m  | x        | 20,19 m    |                      |
| 7                 | Gaëtan Bucki       | França        | 20,07 m  | 20,00 m  | x        | x        | x        | x        | 20,07 m    |                      |
| 8                 | Marco Fortes       | Portugal      | x        | 19,61 m  | 19,83 m  | x        | 19,26 m  | 19,54 m  | 19,83 m    |                      |

Legenda
| Recorde mundial       | Recorde mundial (World record)               |                       | Recorde africano                      | Recorde africano (African) |                                           | Q | Classificado por posição (Qualified) |
| Recorde do campeonato | Recorde do campeonato (Championship record)  | Recorde da América    | Recorde da América (Americas)         | q                          | Classificado por melhor tempo (Qualified) |   |                                      |
| Melhor marca do ano   | Melhor marca do ano (World leading)          | Recorde asiático      | Recorde asiático (Asian)              | DNS                        | Não largou (Did not start)                |   |                                      |
| Recorde nacional      | Recorde nacional (National record)           | Recorde europeu       | Recorde europeu (European)            | DNF                        | Não terminou (Did not finish)             |   |                                      |
| Recorde pessoal       | Recorde pessoal do atleta (Personal best)    | Recorde da Oceania    | Recorde da Oceania (Oceania)          | DSQ / DQ                   | Desclassificado (Disqualified)            |   |                                      |
| Recorde da temporada  | Recorde da temporada do atleta (Season best) | Recorde sul-americano | Recorde sul-americano (South America) | NM                         | Sem marca (No mark)                       |   |                                      |